# アイスクリン

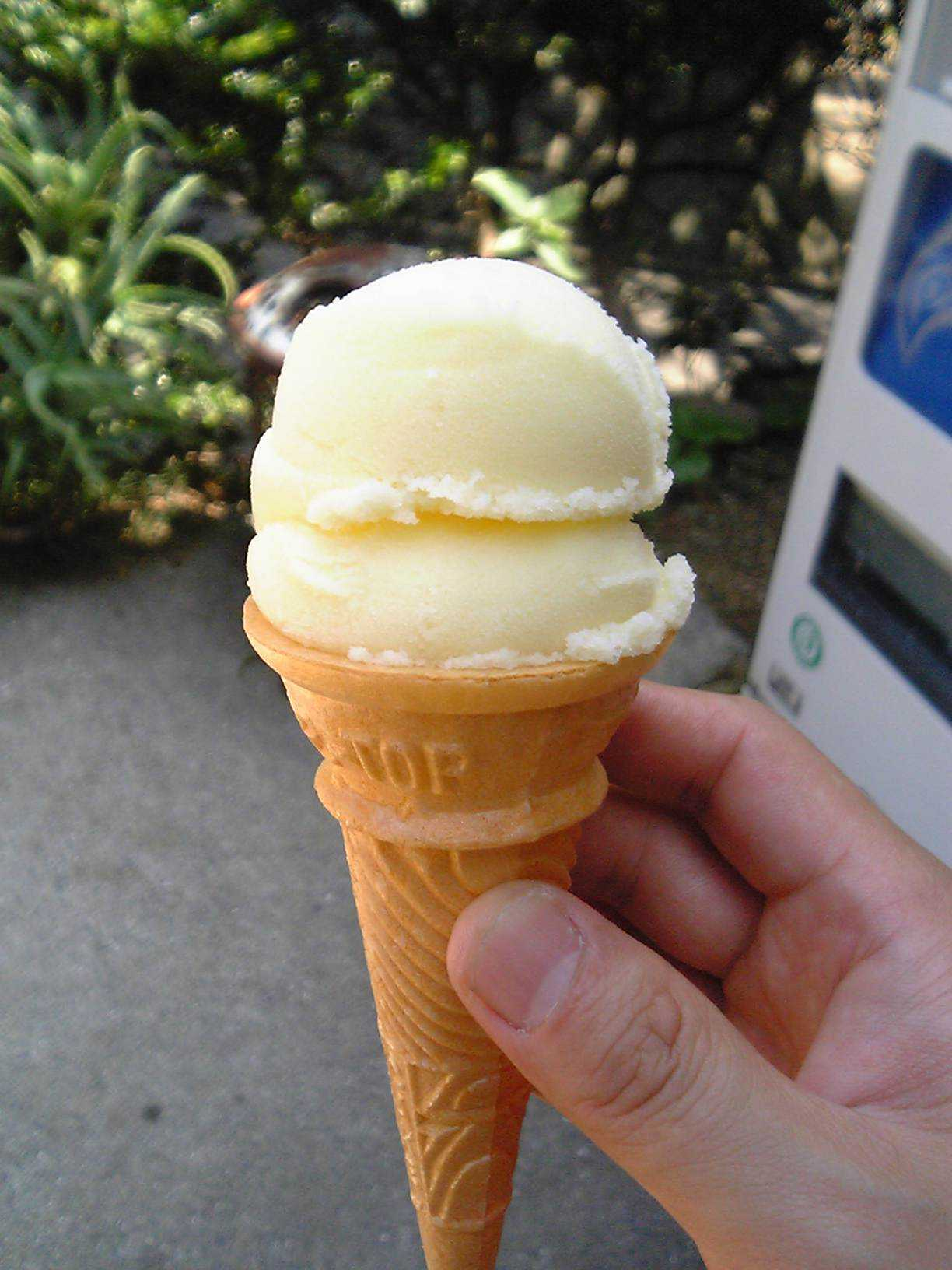
アイスクリン

アイスクリンは、アイスクリームの過去の呼称であり、牛乳を使わないアイスクリーム風の氷菓のこと。

## 特徴
アイスクリームをはじめとする、アイスクリーム類乳製品に比べ、乳固形分・乳脂肪分の割合が小さく、氷菓に分類される。また、アイスクリームなどと同じように、香料（フレーバー）を調整することにより様々なバリエーションが存在する。

## 原材料
アイスクリンの原材料として、鶏卵、砂糖、脱脂粉乳、香料などが使われる。

## 製法
アイスクリンの製造は原料の混合・殺菌・攪拌凍結からなり、アイスクリームと比べて単純である。このことから、家庭でもアイスクリンを簡単に作るためのレシピも数多く公開されている。
原料の混合
原料を混合し完全に溶解させる。卵の変性を防ぐため常温で混合する。
殺菌
混合した原料を加熱し殺菌する。アイスクリンはアイスクリームなどと比べ、大型プラントで作られる機会が少ないため、連続流動式の高温瞬間殺菌法が用いられることが少なく、小型タンクやタブ型の容器を用いたバッチ式の殺菌法がとられていることが多い。
撹拌凍結
殺菌された原料をフリーザーへ導入し、空気とともに激しく攪拌しながら凍結させる。出来上がったばかりのアイスクリンはサクサクとした食感ではなく非常に滑らかであるが時間の経過とともに、含有水分が再結晶することによってシャーベット状の食感が生まれる。
アイスクリンの最終工程はアイスクリームの製造工程と同様であり、この時点で取り出されたアイスクリームはソフトクリームと呼ばれる。そのため製造工程から見れば、アイスクリンは通常のアイスクリームよりソフトクリームに近い。

## 歴史
アイスクリンの歴史は、日本でのアイスクリームの歴史から派生したものである。
1860年（万延元年）に咸臨丸で渡米した人たちがアイスクリームを食べた際、「あいすくりん」と呼んだ。1869年（明治2年）に日本初のアイスクリームを横浜馬車道で元旗本の町田房造が「あいすくりん」の名称で販売した。当初は外国人にしか売れなかったが、1年のうちに評判を呼び、東京の西洋料理店や西洋洋菓子店のメニューに加わったのをはじめ日本中に広がっていった。その後、アイスクリンは物資事情などから、生クリームや牛乳の代わりに脱脂粉乳や卵を用いたものに変化し、アイスクリームから派生した現在のアイスクリンが生まれたものと考えられる。

## 販売・消費形態

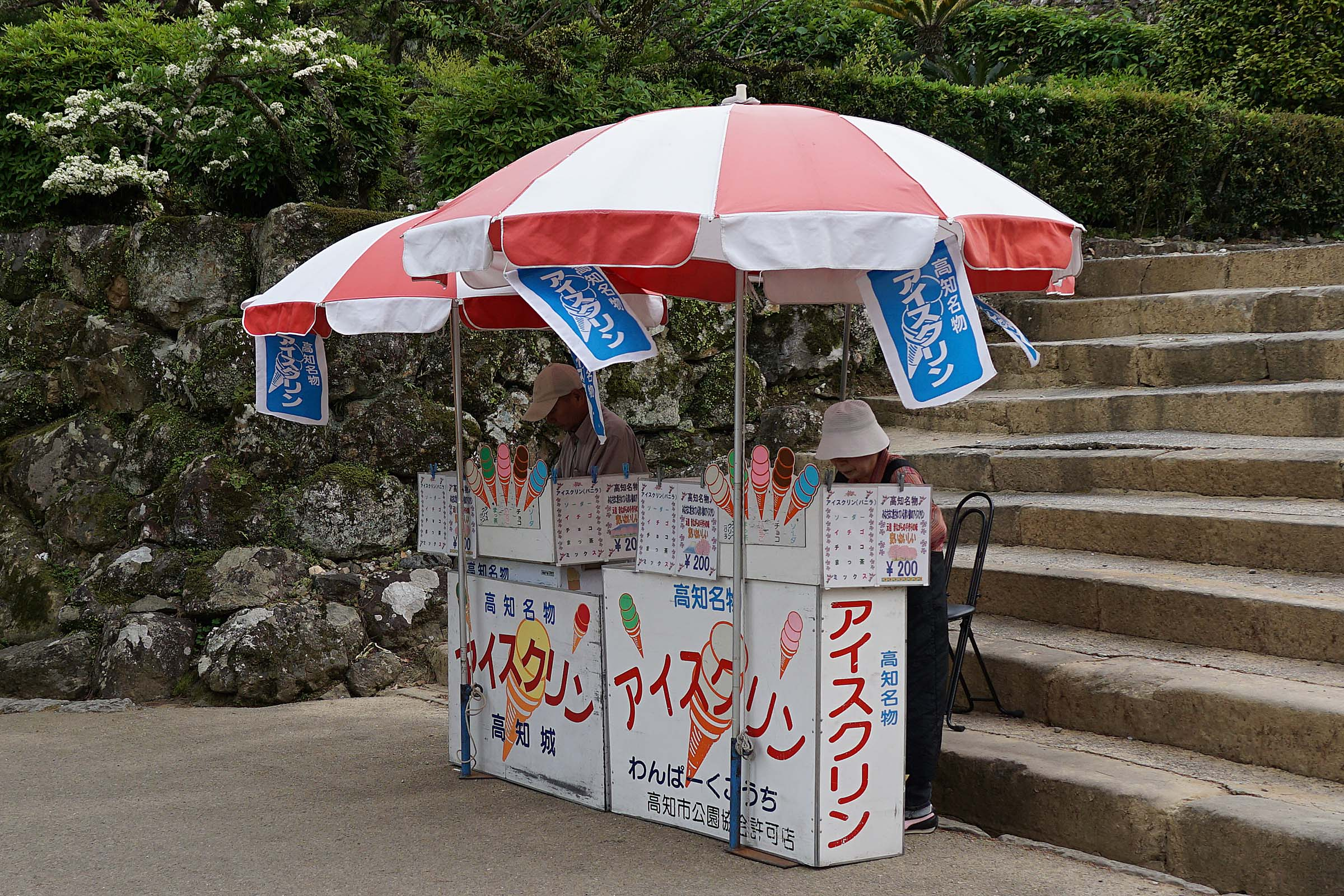
移動式パラソルで販売されているアイスクリン

2023年7月現在、以下のメーカーの製品の流通が確認されている。
- 岡山市に本社を置くオハヨー乳業[6]
- 高知市に本社を置く高知アイス
- 高知県長岡郡本山町に本社を置くさめうらフーズ[7]
- 高知県南国市に本社を置く久保田食品[8]

他にロッテ、赤城乳業等も商標登録しているが、販売中の製品はない。
高知城などの観光地付近で移動式パラソルで販売されることが多い。